# El noi ideal
El noi ideal (títol original: The Wedding Singer) és una pel·lícula estatunidenca dirigida per Frank Coraci, estrenada l'any 1998. Ha estat doblada al català.

## Argument
Robbie anima les tardes de matrimoni cantant grans èxits dels anys 1980. Una tarda, coneix Julia, una jove criada. Al fil de la discussió, es prometen treballar al matrimoni de l'altre, cadascun d'ells havent-se de casar pròximament. Però quan arriba el moment, la promesa de Robbie no és a la cita.

## Repartiment
- Adam Sandler: Robbie Hart
- Drew Barrymore: Julia Sullivan
- Christine Taylor: Holly Sullivan
- Allen Covert: Sammy
- Matthew Glave: Glenn Guglia
- Ellen Albertini Dow: Rosie
- Angela Featherstone: Linda
- Alexis Arquette: George Stitzer
- Christina Pickles: Angie Sullivan
- Jodi Thelen: Kate
- Frank Sivero: Andy
- Patrick McTavish: Tyler
- Gemini Barnett: Petey
- Steve Buscemi: David "Dave" Veltri (No surt als crèdits)
- Jon Lovitz: Jimmie Moore
- Kevin Nealon: M. Simms
- Robert Smigel: André

## Discografia
- Video Killed the Radio Star - The presidents of the U.S.A.
- Do You Really Want to Hurt Em - Cultura Club
- Every Little Thing She Does Is Magic - The Police
- How Soon Is Now? - The Smiths
- Love my way - The Psychedelic Furs
- Hold Me Now - The Thompson Twins
- Everyday I write the book - Elvis Costello
- White wedding - Billy Idol
- China girl - David Bowie
- Blue monday - New Order
- Pass the dutchie - Musical Youth
- Have you written anything lately - Original last
- Somebody kill Me - Adam Sandler
- Rapper's Delight - Ellen Dow i Banda Sugarhill

## Al voltant de la pel·lícula
- Adam Sandler trobarà Drew Barrymore sis anys més tard a la comèdia 50 First Dates (2004).
- "Comedia irònica sobre el romanticisme melindrós dels 80"[3]
- Carrie Fisher, Judd Apatow i Adam Sandler han col·laborat - de manera no acreditada en el guió.[4]